# گریگوری گودوین پینکوس
گریگوری گودوین پینکوس (به انگلیسی: Gregory Goodwin Pincus) (زادهٔ ۹ آوریل ۱۹۰۳-درگذشتهٔ ۲۲ اوت ۱۹۶۷ میلادی) یک زیست‌شناس و محقق آمریکایی بود که در اختراع قرص ضدبارداری نیز سهم داشت.

## تولد و تحصیلات
گودوین پینکوس در وودبین، نیوجرسی و در یک خانوادهٔ یهودی متولد شد.او پسر یک مهاجر متولد لهستان الیزابت(با نام خانوادگی پیش از ازدواج :لیپمن) و جوزف پینکوس یک معلم کشاورزی بود.او دو عمو داشته است (هر دو دانشمند کشاورزی) که آنها را دلیل علاقه‌مندی اش به تحقیق دانسته است.پینکوس در دانشگاه کرنل تحصیل کرد و مدرک کارشناسی خود را در رشتهٔ کشاورزی در سال ۱۹۲۴ دریافت کرد.وی به دانشگاه هاروارد رفت و در حین تحصیل در دورهٔ کارشناسی ارشد و دکترا  در آنجا به عنوان استاد جانورشناسی نیز مشغول به کار شد.از سال ۱۹۲۷ تا ۱۹۳۰ او از هاروارد به دانشگاه کمبریج در انگلستان رفت.در انجمن قیصر ویلهلم به همراه ریچارد گلدشمیت در برلین جایی که او انجام تحقیقات دست زد.پینوکوس به عنوان آموزشیار فیزیولوژی عمومی در دانشگاه هاروارد و در سال ۱۹۳۰ مشغول به کار شد و در سال ۱۹۳۱ به مقام استادیاری ترفیع درجه یافت.

## زندگی شخصی
پینکوس در سال ۱۹۲۴ با الیزابت ناتکین(۱۹۸۸-۱۹۰۰) ازدواج کرد که حاصل این ازدواج سه فرزند بود.

## مرگ
گریگوری پینکوس در سال ۱۹۶۷ و در اثر بیماری متاپلازی مایولید در شهر بوستون ماساچوست درگذشت.او ۶۴ سال سن داشت و در نوزتبرو، ماساچوست زندگی میکرد.مراسم درگذشت وی در تاریخ ۲۵ اوت ۱۹۶۷ و در معبد امانوئل سینا و در شهر ووستر، ماساچوست برگزار شد.

## تأثیرات پایدار گریگوری گودوین پینکوس
قرص‌های ضدبارداری پینکوس زندگی خانوادگی را تغییر داد به دلیل آنکه به زوجها اجازه داد تا به دفعات دلخواه لذت جنسی ببرند بدون آنکه بخواهند نگران داشتن بچه بیشتر باشند.کنترل زنان بر زندگی خانوادگی و رفتار جنسیشان افزایش یافت که این خود باعث تغییر نگاه به زن و رابطه شد و راه را برای انقلاب جنسی هموار کرد.